# Yahuskin
Els Yahuskin són una banda dels coneguts com a Snake Indians (xoixoni) que forma part de la tribu reconeguda federalment de les Tribus Klamath al comtat de Klamath (Oregon). En 1864, juntament amb els klamaths i modoc, signaren un tractat amb el govern federal dels Estats Units que els establia una reserva al sud d'Oregon canvi de la cessió d'una vasta quantitat de terra.
Se'ls va assignar la terra a la reserva índia Klamath a l'àrea Yainax al llarg del riu Sprague (Oregon). Tradicionalment havien habitat l'àrea ara que comprèn els actuals comtats de Lake i Harney i caçaven a la Conca Klamath.